# صراع الزوجات (فلم)
صراع الزوجات هو فيلم دراما مصري من إخراج نعمات رشدي وبطولة محمود حميدة، دلال عبد العزيز، نهلة سلامة، أمل إبراهيم، دنيا عبد العزيز وحجاج عبد العظيم، صدر الفيلم في 1 سبتمبر 1992.

## نبذة
تبدو الحياة مستحيلة بين رجل الأعمال الثري الناجح سعيد وزوجته سعاد رغم إنجاب ابنتهما الوحيدة دنيا، ويقرر الانفصال، ويتزوج سعيد من هيام ليعيشا في قصره في سعادة، تتدهور الأحوال المادية لسعاد لدرجة أنها تطرد من شقتها وتتوجه سعاد ودنيا للإقامة في قصر سعيد لحماية ابنته، وفي نفس الوقت تواصل سعاد البحث عن مصدر جديد للرزق.

## طاقم العمل
- محمود حميدة بدور سعيد
- دلال عبد العزيز بدور سعاد
- نهلة سلامة بدور هيام
- أمل إبراهيم بدور قدارة
- دنيا عبد العزيز بدور الطفلة دنيا [1]
- حجاج عبدالعظيم بدور جابر

## وصلات خارجية
- صراع الزوجات على موقع الدهليز
- صراع الزوجات على موقع قاعدة بيانات الأفلام العربية